# Distretto di Zacharivka
Il distretto di Zacharivka (in ucraino Захарівський район?, Zacharivs'kyj rajon) era un distretto dell'Ucraina situato nell'oblast' di Odessa; aveva per capoluogo Zacharivka. La popolazione era di 20.242 persone (stima del 2015). Il distretto fu costituito nel 1923 ed è stato soppresso in seguito alla riforma amministrativa del 2020.
Il distretto, fino al maggio del 2016, era noto come Frunzivs'kyj Rajon. Il 19 maggio del 2016, il Consiglio supremo dell'Ucraina ha deciso di rinominare Frunzivka con il nome di Zacharivka, il nome del distretto ha seguito il nome del capoluogo, in conformità con la legge che proibisce i nomi di origine comunista.